# مینگیس کمبل
والتر مینگیس کمبل، بارون کمبل پیتنویم (زادهٔ ۲۲ مه ۱۹۴۱) سیاستمدار لیبرال دموکرات بریتانیایی و عضو مجلس بریتانیا از ۱۹۸۷ تا ۲۰۱۵ است.